# 김병찬 (범죄인)
김병찬(1986년생 ~ )은 서울 중구 오피스텔 살인사건의 범인이다. 

## 살인 사건
김병찬은 2021년 11월 19일 오전 11시 30분 서울 중구의 한 오피스텔에서 스토킹 피해로 신변보호를 받던 전 여자친구를 흉기로 살해했다. 
김병찬과 피해자는 2020년 1월부터 2021년 6월까지 연인관계를 유지했으나, 김병찬의 무능력과 폭력적인 성향 등으로 피해자가 결별 의사를 표했다. 피해자에게 접근하려는 김병찬을 경찰에 신고해 경찰관으로부터 스토킹 경고장을 발부받고 퇴거 조치되면서 피해자와 김병찬은 결별했다. 결별 후에도 김병찬은 피해자를 집요하게 찾아갔고 2021년 11월 9일 서울중앙지방법원으로부터 피해자에 대한 접근금지 등의 잠정조치 결정을 통보받았다.

## 수사
경찰은 2021년 11월 20일 대구광역시의 숙박업소에서 김병찬을 검거해 22일 구속영장을 신청했다.
2021년 11월 25일 서울경찰청은 신상정보공개심의위원회를 개최하고 심의한 결과 김병찬의 얼굴과 이름 등 신상을 공개하기로 의결했다.

## 판결
1심은 김병찬에게 징역 35년을 선고하고 15년간의 전자발찌 부착 명령을 내렸다. 2심에서는 1심보다 5년 더 늘어난 징역 40년이 선고됐다. 15년 동안 전자발찌를 부착하도록 명령한 1심 결정은 유지됐다. 김병찬은 이에 불복해 상고했지만 2023년 1월 10일 대법원 2부(주심 민유숙 대법관)는 특정범죄가중법상 보복살인·보복협박, 특수협박, 특수감금, 상해, 협박, 주거침입, 스토킹처벌법 위반 등 혐의로 구속기소된 김병찬의 상고심에서 김병찬의 상고를 모두 기각하고 징역 40년을 선고한 원심을 확정했다.